# أبو حميظة
أبو حميظة هي مدينة في مقاطعة دشت أزادغان، إيران. عدد سكان هذه المدينة هو 5,506 في سنة 2016.